# Helena Guerra
Die heilige Helena (Elena) Guerra  (* 23. Juni 1835 in Lucca, Italien; † 11. April 1914 in Lucca) war eine Ordensschwester und Ordensgründerin. Sie trägt den Beinamen: „Missionarin der Verehrung des Heiligen Geistes in der heutigen Zeit“. In der römisch-katholischen Kirche wird sie als Heilige verehrt. Ihre Heiligsprechung durch Papst Franziskus fand am 20. Oktober 2024 statt.

## Leben

Selige Schwester Helena Guerra

Sie war die Tochter wohlhabender adeliger Eltern, drei ihrer Geschwister verstarben bereits im frühen Jugendalter. Helena wuchs wohlbehütet mit ihren Geschwistern auf und genoss eine sehr christliche Erziehung.

### Berufung und Ausbildung
Ihre erste Hinwendung galt der Vinzenzgemeinschaft und der Betreuung von Armen und Kranken, gleichzeitig nahm sie das Lateinstudium auf und zeigte großes Interesse an der Lehre der Kirchenväter. 1866 wurde sie Mitglied der in Lucca gegründeten „Vereinigung der Töchter von der hl. Agnes“, welche in späteren Jahren von ihr den Namen „Verehrerinnen des Heiligsten Sakramentes“ übertragen bekam.

### Ordensgründung
Das erste Haus der „Oblatinnen des Heiligen Geistes“ begründete sie am 9. Dezember 1872 in Lucca mit dem Ziel der Förderung der Verehrung des Heiligen Geistes und der Erziehung junger Mädchen. Diese Gemeinschaft stellte sie 1873 unter den besonderen Schutz der „Gottesmutter vom Abendmahlsaale“ des hl. Joseph und der Patronin von Lucca, der hl. Zita. 1882 erhielt sie die Erlaubnis, das Ordenskleid zu tragen. 1906 wurde ihr die Leitung des Institutes entzogen; sie lebte nun als einfache Schwester in Demut und Bescheidenheit.

## Wirken
Im fünfzigsten Lebensjahr bat sie in mehreren Schreiben Papst Leo XIII., die Kirche durch eine Rückkehr zum Heiligen Geist zu erneuern. Zwischen 1895 und 1903 sandte sie zwölf vertrauliche Schreiben an den Papst und rief zu einer Erneuerung der Predigten zum Heiligen Geist auf. Mit der Enzyklika „Divinum illud munus“ vom 9. Mai 1897 ging Papst Leo XIII. schließlich auf diese Bitten und Vorschläge ein. Schwester Elena war zufrieden, doch enttäuschte sie die geringe Resonanz der Bischöfe in der katholischen Kirche.

## Verehrung
In den Folgejahren des neuen Jahrhunderts, genau seit 1901 wurde aus mehreren Teilen der Welt von einer „Ausschüttung des heiligen Geistes“ berichtet. Am ersten Tage des zwanzigsten Jahrhunderts gab es ein Ereignis in Topeka, Kansas, das den Anfang einer großen Erweckung in der Kraft und mit den Gaben des Heiligen Geistes markiert. Ebenfalls soll einer Schülerin beim Gebet zum Heiligen Geist die Kraft übertragen worden sein, in unterschiedlichsten Sprachen zu beten, welche sich dann auch auf die anderen Schüler und Priester übertragen haben soll.

## Pfingstkirchen
1906 wurde von weiteren „Ausgießungen des Heiligen Geistes“, besonders in den USA, berichtet. Aus dieser „Pfingsterleuchtung“ leiteten sich die späteren „Pfingstkirchen“ ab, für sie ist die selige Helena der Ausgang einer charismatischen Erneuerung in der katholischen Kirche.

## Name, Selig- und Heiligsprechung
Der Vorname Helena, aus dem griechischen abgeleitet, bedeutet „die Strahlende“ oder „Leuchtende“. Die erste von Papst Johannes XXIII. vorgenommene Seligsprechung am 26. April 1959 galt der Helena Guerra, gleichzeitig nannte er sie „Apostel des Heiligen Geistes“ und „Missionarin der Verehrung des Heiligen Geistes in der heutigen Zeit“. Ihr Gedenktag ist der 11. April (Todestag). Im Rahmen des Heiligsprechungsverfahrens erkannte Papst Franziskus am 13. April 2024 ein ihrer Fürsprache zugeschriebenes Wunder als letzte Voraussetzung für die Heiligsprechung an. Im ordentlichen Konsistorium vom 1. Juli 2024 ordnete Papst Franziskus die Heiligsprechung Helena Guerras für den 20. Oktober 2024 an.